# Anemone berlandieri
Anemone berlandieri (известно и като tenpetal thimbleweed или tenpetal anemone) е многогодишно цъфтящо растение с коренище, вид анемоне, от семейство Лютикови (Ranunculaceae). Родом е от голяма част от южните части на САЩ, където цъфти в края на зимата и пролетта, между февруари и април.

## Етимология
Специфичният епитет berlandieri почита Жан-Луис Берландие (1803 – 1851), ботаник, който е изследвал Тексас и Мексико през XIX век.

## Разпространение
Anemone berlandieri е родом от голяма част от южната част на САЩ, от Тексас до Флорида. Ареалът му се простира на север до Канзас и на юг до североизточно Мексико. Също така има изолирано разпространение в южните Апалачи. Расте на слънчеви открити площи, като прерии и хълмове, и в гористи райони върху тънък шистов субстрат.